# Aenictus moebii
Aenictus moebii é uma espécie de formiga do gênero Aenictus.